# Parker-Hannifin
Parker-Hannifin est un conglomérat industriel américain basé à Cleveland.
Parker-Hannifin se classait en 2023 au 43e rang mondial pour la production d'armement.

## Historique
Il est fondé en 1917.
En décembre 2016, Parker-Hannifin annonce l'acquisition de Clarcor pour 4,3 milliards de dollars, dettes incluses.
En août 2022, Parker-Hannifin annonce l'acquisition de Meggitt pour 6,3 milliards de livres.

## Présence en France
Le siège de Parker-Hannifin en France se trouve à Contamine-sur-Arve.
À la suite du rachat d'une division du Groupe Legris Industries, l'entreprise possède plusieurs usines en Bretagne.